# Rusiec
Rusiec  (deutsch Rusiec, 1943–1945 Rustitz) ist ein Dorf und Sitz der gleichnamigen Gemeinde im Powiat Bełchatowski der Woiwodschaft Łódź, Polen.

## Verkehr
Der Bahnhof Rusiec Łódzki liegt an der Bahnstrecke Chorzów–Tczew.

## Gemeinde
Zur Landgemeinde Rusiec gehören 19 Ortschaften mit einem Schulzenamt.